# اشلی هریس
اشلی هریس (انگلیسی: Ashley Harris؛ زادهٔ ۹ دسامبر ۱۹۹۳) بازیکن فوتبال اهل بریتانیا است.
از باشگاه‌هایی که در آن بازی کرده‌است می‌توان به باشگاه فوتبال گوسپورت بورو، باشگاه فوتبال پورتسموث، باشگاه فوتبال هورندین، باشگاه فوتبال هاوانت و واترلوویل، و باشگاه فوتبال چلمزفورد سیتی اشاره کرد.